# Cacho Labandera
Oscar Cacho Labandera (9 de julio de 1948, San Gregorio de Polanco, Tacuarembó), es un cantante y guitarrista de música popular uruguayo.

## Biografía
En su niñez participó como actor en el cortometraje "Una mañana en un campito" de 1958. En esta época sufre un accidente que le provoca la fractura en su mano derecha. Debido a esto se ve obligado a someterse a varias operaciones por el transcurso de dos años, tiempo en el que participa del coro del centro médico donde lo atienden.
A los 19 años de edad, comienza a combinar el canto con la guitarra, principalmente en reuniones de amigos o familiares.
Su primer Long Play es editado hacia 1978, auspiciado por la Intendencia Departamental de Tacuarembó en el marco del homenaje al 125 aniversario de la fundación de la Villa de San Gregorio. El mismo tuvo por título "Niña del pericón".
En 1981 en el Festival de San Ramón, obtiene el Primer Premio al cantante profesional más popular. Ese mismo año edita su segundo LP, llamado "Un canto que canta el viento". En este disco predominan los ritmos de chamarrita y milonga, y está confeccionado sobre la base de textos de distintos poetas uruguayos como Enrique Amado Melo, José Pedro Calain y José Enrique Rimbaud.
A partir de ese momento y hasta la actualidad ha grabado para los sellos discográficos, La Batuta, Sondor, Orfeo, Remix y Amanecer. Asimismo ha actuado en numerosos escenarios tanto dentro como fuera de Uruguay y algunas de sus canciones han tenido reconocimiento internacional. Entre estos temas se encuentran "Mandela" en homenaje a Nelson Mandela, grabado en 1986 y entregado por Amnesty International a este mientras aun se encontraba detenido y "Rigoberta de los indios" el cual estuvo dedicado a Rigoberta Menchú y fue grabado en 1993. Ha realizado giras por Estados Unidos, Canadá, Argentina, País Vasco, España y Brasil.
Es de destacar su inclinación hacia la temática eto-ecológica, habiendo grabado una decena de canciones que giran en torno a este tópico.
En el año 2000 edita su disco "Desde San Gregorio" grabado para el sello "Amanecer".

## Discografía
- Niña del pericón (Sondor), (1978)
- Un canto que canta el viento (Sondor 44136, 1981)
- Con las propias manos (Orfeo SULP 90847, 1986)
- Negro en verde (Orfeo 91023-4. 1989)
- Canto a la vida (Sondor 4.852-4. 1993)
- Espectacular (1997)
- Desde San Gregorio (Amanecer. 2000)